# 海巡署500噸級巡防救難艦 (寶星)
寶星艦原服役於財政部關稅總局基隆關稅局，船名以當時關稅總局總局長袁寶壁先生名諱之「寶」字命名，為當時關稅總局轄下之主力巡緝艦。與德星艦、欽星艦均屬同型式，設計藍圖參照日本海上保安廳之500噸級巡邏艦，1978年委託中國造船公司基隆總廠建造。1980年5月20日交船正式服勤，2000年移撥至行政院海岸巡防署。
欽星艦原服役於財政部關稅總局，設計藍圖參照日本海上保安廳之500級巡防艦。1985年5月交船正式服勤，2000年移撥至行政院海岸巡防署。

## 艦上系統

### 動力系統
- 主機馬力：3,240PS x2
- 發電機功率：250KW x2
- 可變螺距螺槳兩只雙舵

### 武器裝備
- 艦艇配置：
  - T-75 20毫米機炮一門
  - 白朗寧M2重機槍2~4挺
  - T75班用機槍3挺
- 執勤人員配置：
  - 烏茲衝鋒槍5支
  - T65K2步槍5支
  - T75手槍10支
- 其他裝備：
  - 艦載小艇2艘

## 同級艦
| 艦名 | 舷號  | 建造廠             | 開工日期 | 下水日期 | 交船日期      | 服役日期      | 除役日期       | 備註 |
| ---- | ----- | ------------------ | -------- | -------- | ------------- | ------------- | -------------- | ---- |
| 寶星 | CG107 | 台灣國際造船基隆廠 | 1978年   |          | 1980年5月20日 |               | 2008年3月10日  |      |
| 欽星 | CG108 | 台灣國際造船基隆廠 |          |          | 1985年5月     | 1985年6月12日 | 2010年12月解體 |      |